# 永劫真理のフェルマータ
永劫真理のフェルマータ（エイゴウシンリノフェルマータ）は、Zweiの15枚目のシングル。2015年1月28日に5pb.Recordsから発売。

## 概要
- 今作の表題曲は、PlayStation Vita専用ゲームソフト「カデンツァ フェルマータ アコルト：フォルテシモ」オープニングテーマ。
- 上記の同ゲームのプロデューサーであり、「D.C. 〜ダ・カーポ〜」シリーズ等で知られるtororoが、表題曲の作詞・作曲を担当。
- カップリング曲は、Ayumu単独としては初となる作詞・作曲の両方を担当[1]。また、 アフィリア・サーガのメンバーであるレイミー・ヘヴンリーが声の参加をしている[2]。

## 収録曲
1. 永劫真理のフェルマータ
作詞・作曲：tororo / 編曲：OKKY
2. 恋ガレヨ
作詞・作曲：Ayumu / 編曲：八代新平
  - Ayumu曰く「「恋ガレヨ」は私の青春バレーボールをちょとイメージしてるよ。気に入ってくれたら、嬉しいな。」とコメントしている[3]。